# Microtropis elliptica
Microtropis elliptica är en benvedsväxtart som beskrevs av King. Microtropis elliptica ingår i släktet Microtropis och familjen Celastraceae. Inga underarter finns listade.